# 불라트 오쿠자바

불라트 오쿠자바 동상

불라트 오쿠자바 묘비

불라트 샬보비치 오쿠자바(Bulat Shalvovich Okudzhava, 러시아어: Булат Шалвович Окуджава, 1924년 5월 9일 ~ 1997년 6월 12일)는 러시아의 시인이며 작곡자이자 가수이다.
오쿠자바는 모스크바에서 태어났다. 그는 노래를 직접 쓰고 부르는 러시아 음유시가의 개척자로 평생 200여 곡을 작곡하고 노래함으로써 블라디미르 비소츠키와 더불어 잔나 비쳅스카야와 같은 음유시인들에게 지대한 영향을 끼쳤다.
오쿠자바가 어렸을 때 조지아인 아버지는 소련 공산당에 의하여 사형 당하였으며 아르메니아인 어머니도 감옥에서 18년간이나 복역하는 아픔을 겪어 일찍부터 독재에 대한 저항의식을 가지게 되었다. 제2차 세계 대전에 참전한 후 트빌리시 주립대학교에 진학하여 1950년에 졸업하였다. 졸업 후 교사로 재직하다가 1956년 모스크바로 이주하여 몰도다야 그바르디야 출판사에 근무하면서 작곡을 하고 노래 부르기 시작했다.
서정적인 멜로디를 지적인 음성으로 부른 그의 노래는 1970년대 말까지 공식적으로 출판되지 못하였으나 그의 노래를 사랑하는 사람들에 의해서 비공식적으로 녹음되어 여러 나라에 널리 퍼지게 되었다.
오쿠자바의 노래와 시는 1980년도에 들어 와서와 공식적으로 출판되었으며 1991년 'USSR State Prize'상을 수상하였다.
그는 1997년 6월 12일 파리에서 사망하였으며 모스크바의 바간코보 묘지에 묻혔다.
모스크바의 아르바트 거리에 그를 추모하는 동상이 세워져 있다.